# Пшеха
Пшеха (рус. Пшеха; адиг. Пщыхьэ) средње велика је река на југу европског дела Руске Федерације. Протиче преко југозападних делова Краснодарске покрајине и југа и запада Републике Адигеје. Лева је и највећа притока реке Белаје и део басена реке Кубањ и Азовског мора.
Свој ток започиње на северним обронцима Великог Кавказа, на планини Фишт и готово целом дужином тока тече углавном у смеру севера и у Белају се улива недалеко од града Белореченска. Укупна дужина водотока је 139 km, док је површина сливног подручја око 2.090 km². Највећим делом тока протиче кроз брдско-планинско подручје.
Њена највећа притока је река Цице (са десне стране), а највеће насеље на њеним обалама је град Апшеронск.